# Panneau Hollywood
Pour les articles homonymes, voir Hollywood (homonymie).
Le panneau Hollywood (Hollywood Sign en anglais), également appelé les lettres Hollywood ou enseigne Hollywood, est un écriteau monumental formant le mot « Hollywood » en lettres capitales, érigé sur le mont Lee, une colline surplombant le quartier éponyme, dans la ville californienne de Los Angeles, aux États-Unis.

## Présentation
Destinées au départ à commercialiser un nouveau programme immobilier, les lettres, construites en 1923, d'une hauteur de 14 mètres et d'une largeur de 9 mètres, sont dans un premier temps équipées d’ampoules d’éclairage. C'est le Canadien Mack Sennett, fondateur des studios Keystone, qui est alors propriétaire de ces terrains. Achevée le 13 juillet 1923, l’enseigne, indiquant à l’origine « HOLLYWOODLAND », est destinée à ne rester qu’un an et demi. Laissée à l’abandon pendant des années, elle se détériore lentement et l'entretien prend officiellement fin en 1939.
En 1949, la Chambre de commerce intervient pour retirer les quatre dernières lettres (« LAND ») et réparer le reste, l'ensemble fait maintenant 110 mètres de long. Elle décide dans le même temps le retrait des ampoules, la ville voulant lui imposer la charge de l’éclairage.
Le panneau Hollywood est classé monument historique-culturel de Los Angeles (Los Angeles Historic-Cultural Monument) le 7 février 1973 par le conseil municipal de Los Angeles.
En 1978, la Chambre entreprend le remplacement complet des lettres, très fortement dégradées, grâce à une souscription nationale parrainée par des stars du rock permettant la collecte de 27 000 $ de dons (
105837 dollars actuels). C'est le rocker Alice Cooper qui est à l'origine de la réfection et tient à financer le premier « O ». Hugh Hefner, patron de Playboy, se charge du « Y ». Les nouvelles lettres, réalisées en acier, sont garanties pour durer de nombreuses années. La nouvelle version de l’enseigne est dévoilée le jour du 75e anniversaire de Hollywood, le 14 novembre 1978, à l’occasion d’une cérémonie retransmise à la télévision devant 60 millions de spectateurs. Une nouvelle opération d'entretien débute en novembre 2005.

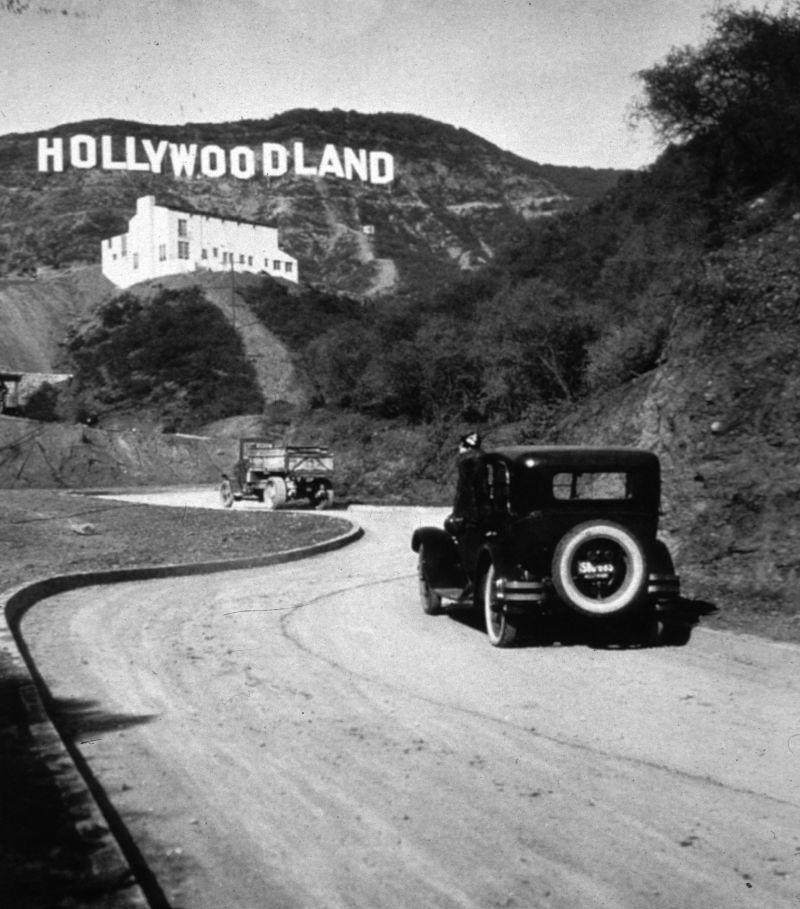
Le panneau Hollywoodland à ses débuts, dans les années 1920.
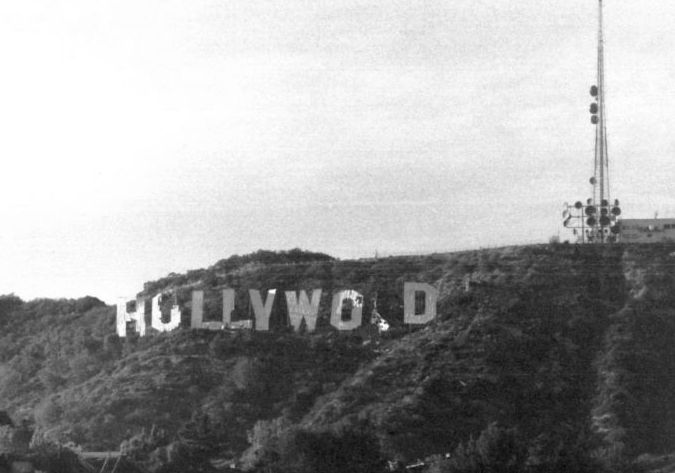
Le panneau Hollywood en 1978 dans un état dégradé, avant sa rénovation.

En 2008, l'enseigne est menacée par l'expansion immobilière : un consortium immobilier prévoit de construire des résidences de luxe à proximité des lettres. Cependant grâce à la collecte de 12,5 millions de dollars, les terrains sur lesquels se situe l'inscription sont rachetés en 2010 par l'association "Trust for public Land". Le financement est assuré par l'État de Californie (3,1 millions de dollars) grâce à son gouverneur de l'époque Arnold Schwarzenegger ancienne star d'Hollywood, les autorités locales (2,7 millions) et les donateurs privés (6,7 millions de dollars) parmi lesquels figurent Steven Spielberg, Tom Hanks, Aileen Getty ou Hugh Hefner.
En 2012, les lettres géantes bénéficient de leur plus importante rénovation depuis 35 ans pour fêter en 2013 leur 90e anniversaire. C'est l'entreprise de peinture Sherwin-Williams qui a entrepris la rénovation des lettres. Il a fallu enlever les couches de peinture existantes à la main, appliquer l'apprêt, puis appliquer deux nouvelles couches de peinture blanche brillante dite « blanc glamour ». Neuf semaines et 1 365 litres de peinture ont été nécessaires. Les travaux ont coûté 180 000 dollars, dont 80 % ont été financés par l’entreprise qui les a réalisés, ce qui lui a assuré une publicité mondiale.
Chris Baumgart, président du Hollywood Sign Trust, a déclaré dans un communiqué : « La Hollywood Sign Trust est heureuse que la plus grande dame d'Hollywood ait reçu deux tonnes de maquillage à temps pour célébrer son 90e anniversaire. ».
Les lettres sont également protégées des tags, des destructions volontaires ou des touristes par un système d'alarme sophistiqué. Le site est surveillé nuit et jour par des dizaines de caméras et des détecteurs sensoriels.
C'était et c'est encore aujourd'hui le plus grand panneau publicitaire du monde.

## Emplacement

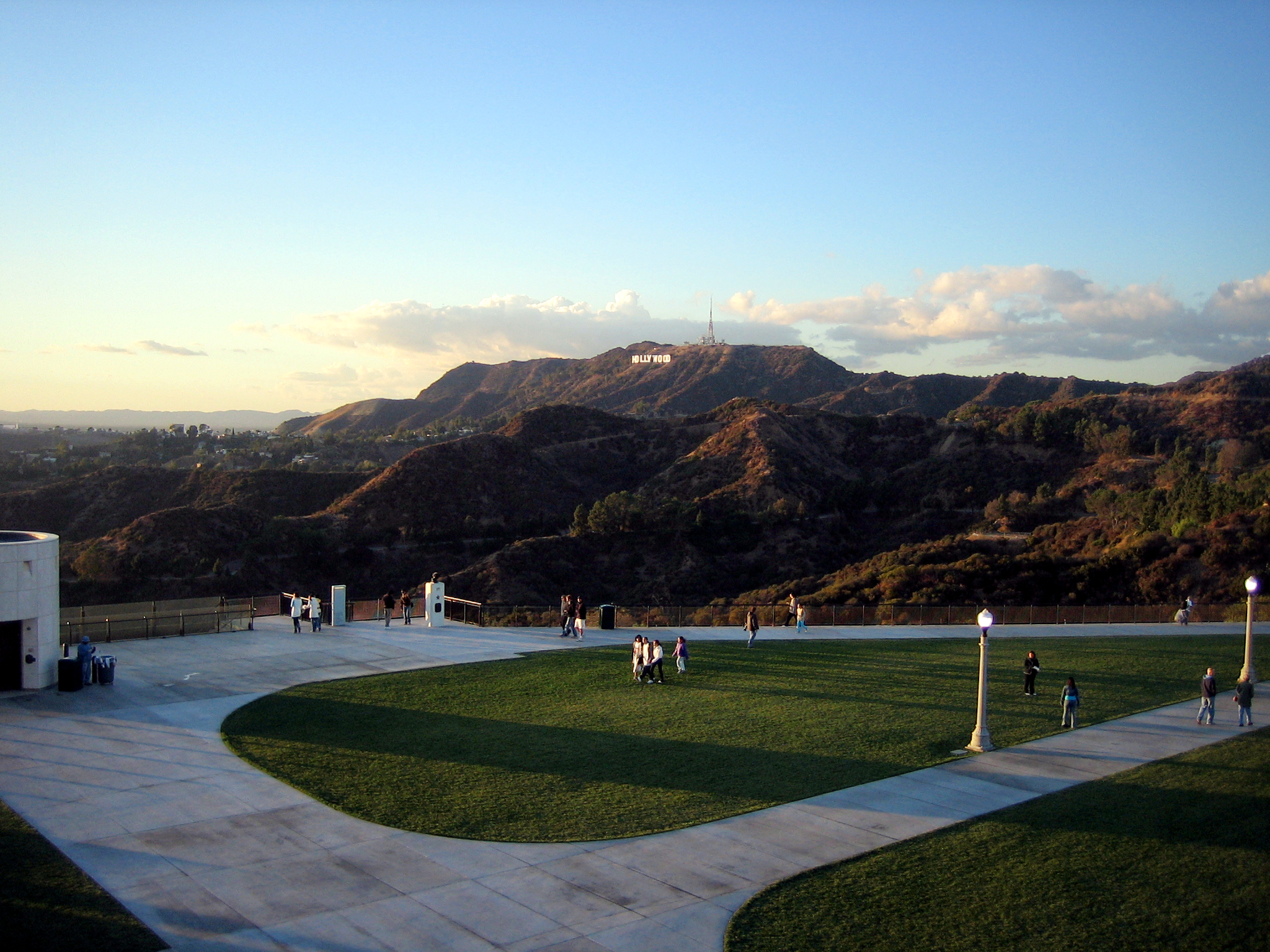
Le Mount Lee et le panneau Hollywood vus depuis l'entrée de l'observatoire Griffith.

L’enseigne, située sur le versant Sud du Mont Lee à Griffith Park, à une altitude de 478 m, est maintenant une marque déposée et ne peut être utilisée sans la permission de la Chambre de commerce de Hollywood, qui gère également le célèbre Walk of Fame.

## Peg Entwistle
L’année 1932 fut marqué par le suicide d’une jeune actrice aspirant à la célébrité, Peg Entwistle, qui se jeta du haut de la lettre « H » du panneau.

## Dans la culture populaire

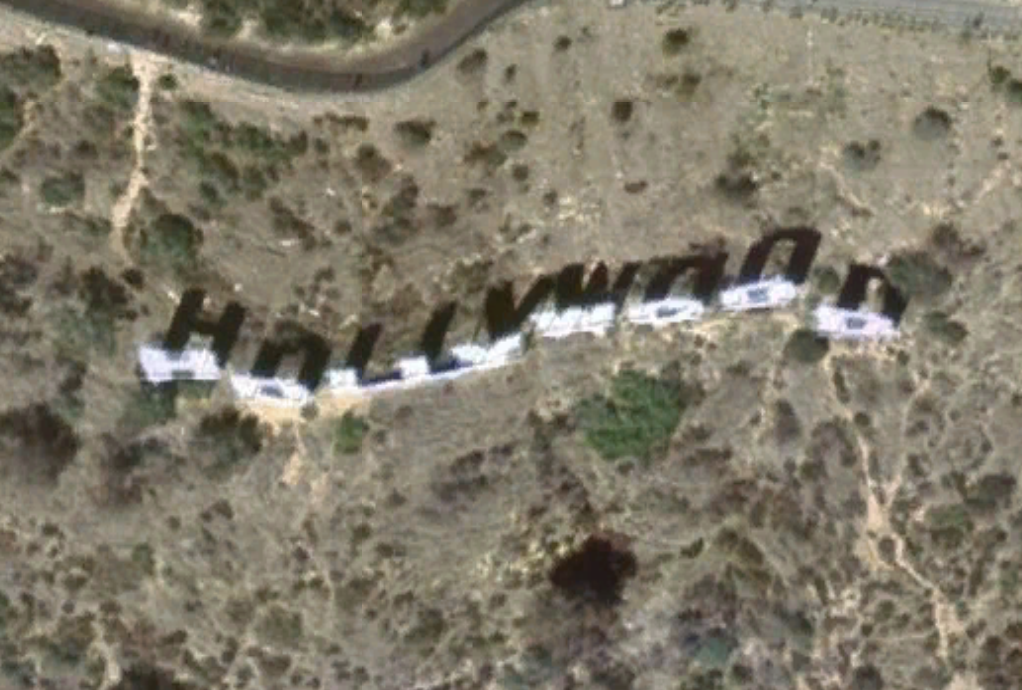
Photographie satellite du panneau.

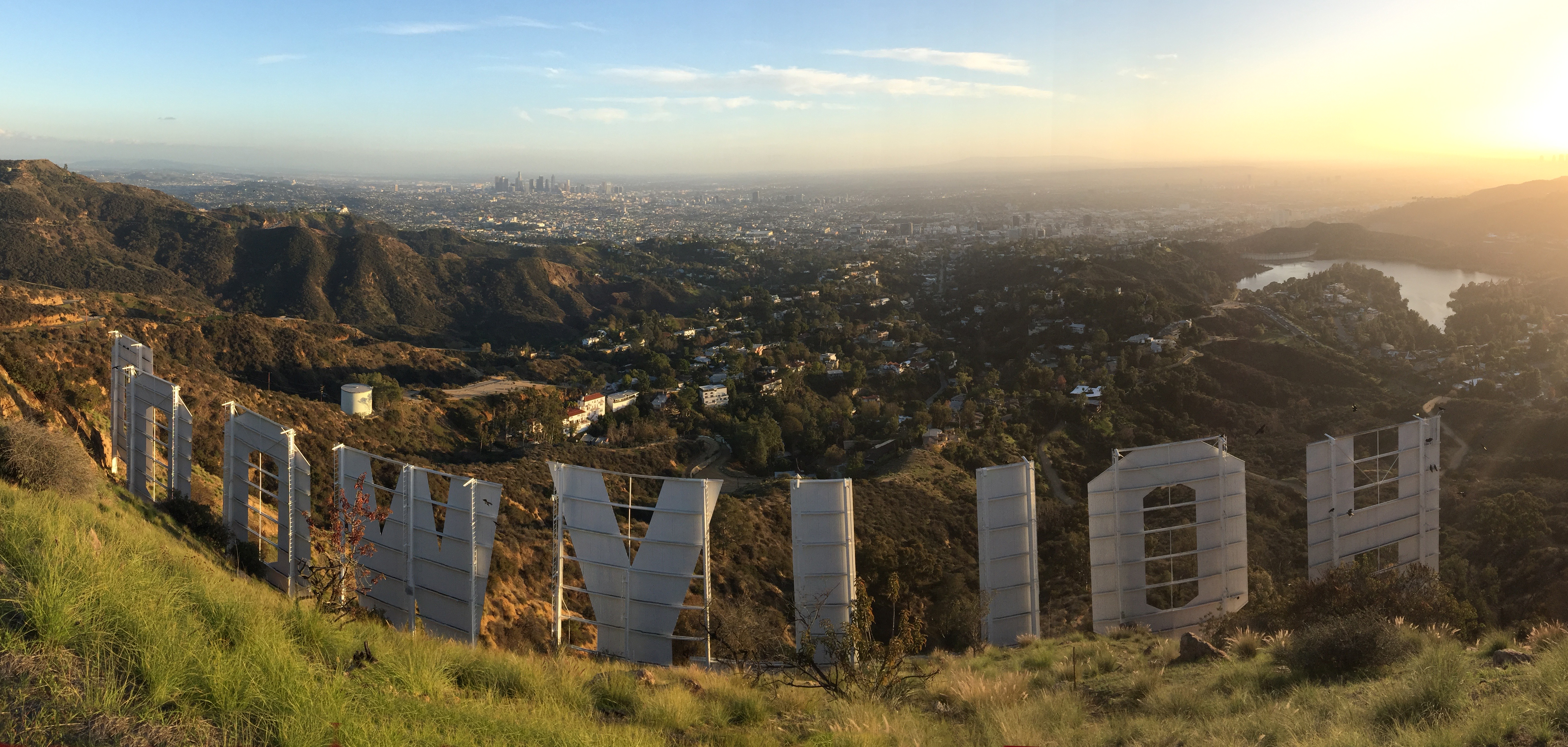
Vue sur le quartier d'Hollywood depuis le panneau.

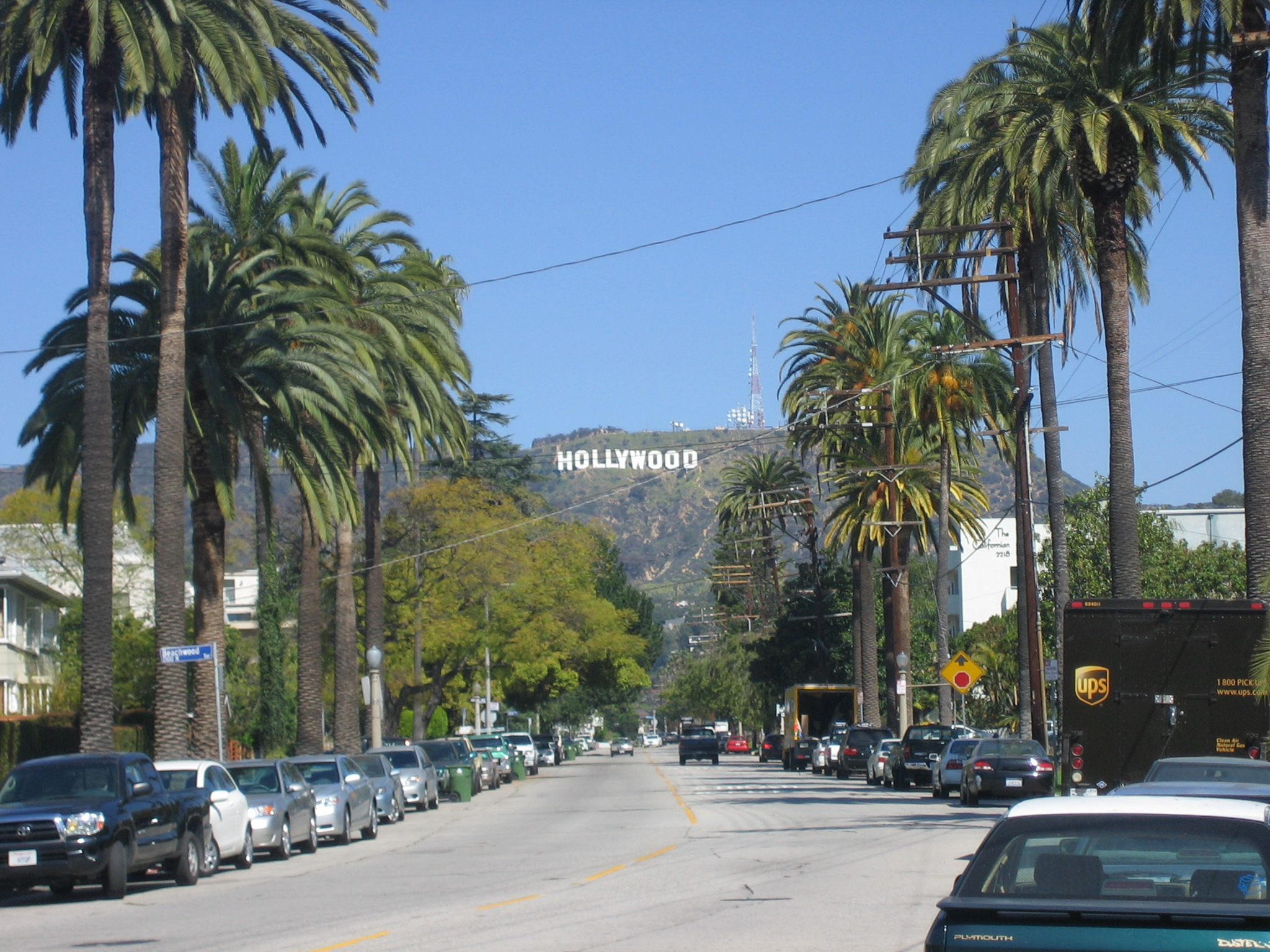
Le panneau depuis le quartier d'Hollywood.

Le panneau Hollywood fait de fréquentes apparitions dans des films, séries télévisées et jeux vidéo :

### Cinéma
- Dans le film 1941 (1979) de Steven Spielberg, les quatre dernières lettres (LAND) sont détruites par un pilote de P-40, Wild Bill, joué par John Belushi.
- Dans Tremblement de terre (1974), les lettres tombent du mont Lee au cours d’un séisme.
- Dans Les Aventures de Rocketeer (1991), un agent nazi (Timothy Dalton) s'écrase sur le panneau en essayant de voler avec une roquette défectueuse et détruit les quatre dernières lettres (« LAND ») en explosant.
- Dans Chaplin (1992) de Richard Attenborough, une scène se déroule avec le panneau original : « HOLLYWOODLAND ».
- Dans Sacré Robin des Bois (1993), Robin nage de Jérusalem jusqu'en Angleterre. Arrivé sur terre ferme, il a devant lui l'enseigne « ENGLAND » semblable à celle d'Hollywood.
- Dans Demolition Man (1993), l’action débute par un zoom arrière du panneau Hollywood en feu.
- Dans Mulholland Drive (2000) de David Lynch.
- Dans Bowling for Columbine (2002), le réalisateur Michael Moore constate que l'enseigne n'est pas visible depuis le quartier de South Central (à l'angle de Florence et Normandy Avenue) en raison de la pollution de l'air.
- Dans Le Jour d'après (2004), il est détruit par une tornade.
- Dans Shrek 2 (2004), les lettres « HOLLYWOOD » sont remplacées par « FAR FAR AWAY » (« fort, fort lointain »).
- Dans Le Dahlia noir (2006) de Brian De Palma, on aperçoit à plusieurs reprises le panneau original : « HOLLYWOODLAND ».
- Dans Percy Jackson : Le Voleur de foudre (2010) de Chris Columbus, l'entrée des Enfers se trouve au pied de la lettre H du panneau.
- Dans The Artist (2011) de Michel Hazanavicius, on aperçoit le panneau « HOLLYWOODLAND », l'action se situant dans les années 1927-1930.
- Dans Sexe entre amis (2011), Justin Timberlake et Mila Kunis grimpent sur les lettres « HOLLYWOOD », ce qui donne lieu à une scène comique dans laquelle Justin Timberlake ne peut plus redescendre à cause de sa peur du vide.
- Dans Hollywoo (2011), Florence Foresti et Jamel Debbouze boivent des bières dans le D et par inadvertance le font tomber, ce qui leur vaudra un aller simple pour la prison.
- Dans Argo (2012) de Ben Affleck, on peut apercevoir à plusieurs reprises le panneau Hollywood en ruine avant sa restauration en 1978 (pourtant, l'action du film se situe au moment de la crise des otages américains en Iran, en 1979).
- Dans Sept psychopathes (2012), le film commence par un plan sur le panneau Hollywood, vu du barrage « Mulholland Dam » du Hollywood Reservoir.
- Dans The Kissing Booth (2018), Joey King et Jacob Elordi, couchent ensemble pour la première fois sous le premier L.
- Dans la série sur Netflix Hollywood, on y voit la colline avec le mot d'origine « HOLLYWOODLAND ».
- Dans Elvis, réalisé par Baz Luhrmann (2022), Elvis Presley organise un rendez-vous d'affaires avec des producteurs au pieds du deuxième O.

### Séries télévisées
- Dans Les Feux de l'amour, le panneau Hollywood fait une apparition lors d'un tournage en plein air.
- Dans Les Simpson, il est parodié par l’enseigne « SPRINGFIELD », du nom de la ville fictive où se déroule l’action.
- Dans Bonkers il est la demeure du Chapelier fou et du Lièvre de Mars issus du film Alice au pays des merveilles (1951).
- Dans un épisode de Nip/Tuck, nous retrouvons les deux personnages principaux aux pieds des lettres.
- Dans un épisode de 90210 Beverly Hills : Nouvelle Génération, Annie et son copain sont aux pieds des lettres.
- Dans un épisode de NCIS : Los Angeles un homme se faisant poursuivre par la mafia se fait abattre à quelques mètres des lettres « HOLLYWOOD ».
- Dans Private Practice, la maison de Violette d'où l'on aperçoit les Lettres « HOLLYWOOD » se trouve au 6208 Mulholland Hwy à Hollywood, en léger contrebas de l'enseigne.
- Dans BoJack Horseman, le héros, saoul, vole le « D » afin de l'offrir à Diane, la femme qu'il aime afin de la dissuader de se fiancer avec son meilleur ennemi. Ce dernier récupère la lettre et s'approprie le geste devant les médias.
- Dans Les Sorciers de Waverly Place, les héros accompagnés de Rosie vont dans un club de danse pour anges et l'entrée de ce club se trouve derrière la lettre « H ».
- Dans Henry Danger, le panneau est parodié en  « SWELLVIEW », qui est le nom de la ville.
- Dans Jessie, les enfants montent sur le H pour observer le tournage d'un film. Malheureusement cela tourne à la catastrophe lorsque Cameron Boyce et Karan Brar se disputent et font trembler la lettre.
- Dans The Inheritors, le panneau apparaît lors d’une course poursuite entre Kim Tan (Lee Min-ho), Cha Eun-sang (Park Shin-hye) et un majordome.
- Dans Fallout, le panneau apparaît éclairé avec l'ajout d'un panneau « sponsored by Nuka Cola » (Nuka Cola étant la parodie de Coca-Cola dans Fallout).

### Jeux vidéo
- Dans California Games, le panneau Hollywood est présent dans l'arrière-plan de l'épreuve de half-pipe.
- Dans Need For Speed: Underground 2 où les lettres sont remplacées par « BAYVIEW », ville fictive où se déroule l'histoire.
- Dans Burnout Paradise, les lettres composent le nom de la ville « PARADISE CITY ».
- Dans GTA San Andreas, une des villes est Los Santos, une copie de Los Angeles, et le quartier des studios, Vinewood, contient également son propre Vinewood Sign.
- Dans GTA V, la ville de Los Santos, parodie de Los Angeles, fait son retour. Le panneau Hollywood est présent sous le nom de VINEWOOD. On peut également voir dans les salons de coiffure, une photo encadrée en noir et blanc, où le panneau, anciennement Hollywoodland, est présenté sous le nom VINEWOODLAND.
- Dans True Crime: Streets of LA, il est possible de voir le panneau « HOLLYWOOD » depuis les rues, mais il est impossible de s'en approcher.
- Dans L.A. Noire le panneau « HOLLYWOODLAND » est visible, le jeu se déroulant en 1947.
- Dans le jeu The Movies, qui consiste à gérer son propre studio au cœur de Sunset Boulevard, on peut apercevoir les lettres d'Hollywood après les années 1960, en zoomant au maximum. Elles ne sont pas visibles avant cette date.
- Dans L.A Rush, il est possible de détruire le panneau avec des véhicules.
- Dans Garry's Mod, la carte gm_flatgrass comporte une colline avec un panneau « FLATTYWOOD ».

### Publicités
- Dans la publicité télévisée pour le lunetier français Optic 2000, les lettres « HOLLYWOOD » sont remplacées par « HALLYDAY », pour Johnny Hallyday, qui en est le protagoniste principal[9].
- Dans une publicité pour L'Oréal en 2011, la chanteuse Gwen Stefani se situe au pied du premier L de « HOLLYWOOD ».

### Musique
- Sur la couverture de l'album Toxicity, de System of a Down, les lettres sont remplacées par « SYSTEM OF A DOWN »

## Modifications
Il est strictement interdit et hautement dangereux d’essayer de modifier les lettres. Bien que la ville ait par le passé donné son accord dans certaines occasions publicitaires, ceci n’est plus permis, à la suite d'accidents. Les riverains en particulier s’y opposent fermement. Parmi les occasions où l’enseigne a été modifiée illégalement, on peut néanmoins retenir les cas suivants :
- HOLLYWEED (que l’on peut traduire par « mauvaise herbe ») : en janvier 1976, marquant le passage d’une loi décriminalisant la possession de petites quantités de marijuana
- GO NAVY : en novembre 1983, pour le match opposant la Navy et l’Army américaines au Rose Bowl Stadium
- HOLLYWEED : en décembre 1983, pour les besoins du film Hollywood Hot Tubs
- RAFFEYSOD : en janvier 1985, par le groupe The Raffeys
- HOLLYWOOD II : en avril 1986, pour marquer la re-dynamisation du quartier
- FOX : en avril 1987, pour la promotion de la chaîne de télévision Fox
- CALTECH : en mai 1987, à l’occasion de l’anniversaire d’Hollywood
- OLLYWOOD : en juillet 1987, durant les auditions Iran-Contra
- HOLYWOOD : pour la venue du pape Jean-Paul II en septembre 1987 (holy signifiant « sacré »)
- USCWOOD : en automne 1987, à l’occasion du match de football américain annuel opposant les universités USC et UCLA
- PEROTWOOD : en soutien de la candidature de Ross Perot pendant la campagne présidentielle de 1992
- HOLLYWEED : dans la nuit du 31 décembre 2016 au 1er janvier 2017, Zachary Cole Fernandez, artiste surnommé « Jesus Hands » (« Mains de Jésus »), a modifié le célèbre panneau pour lancer un débat en référence au fait que la Californie aie voté le 8 novembre 2016, par référendum, pour l'autorisation à usage récréatif de la marijuana[10].

## Imitations

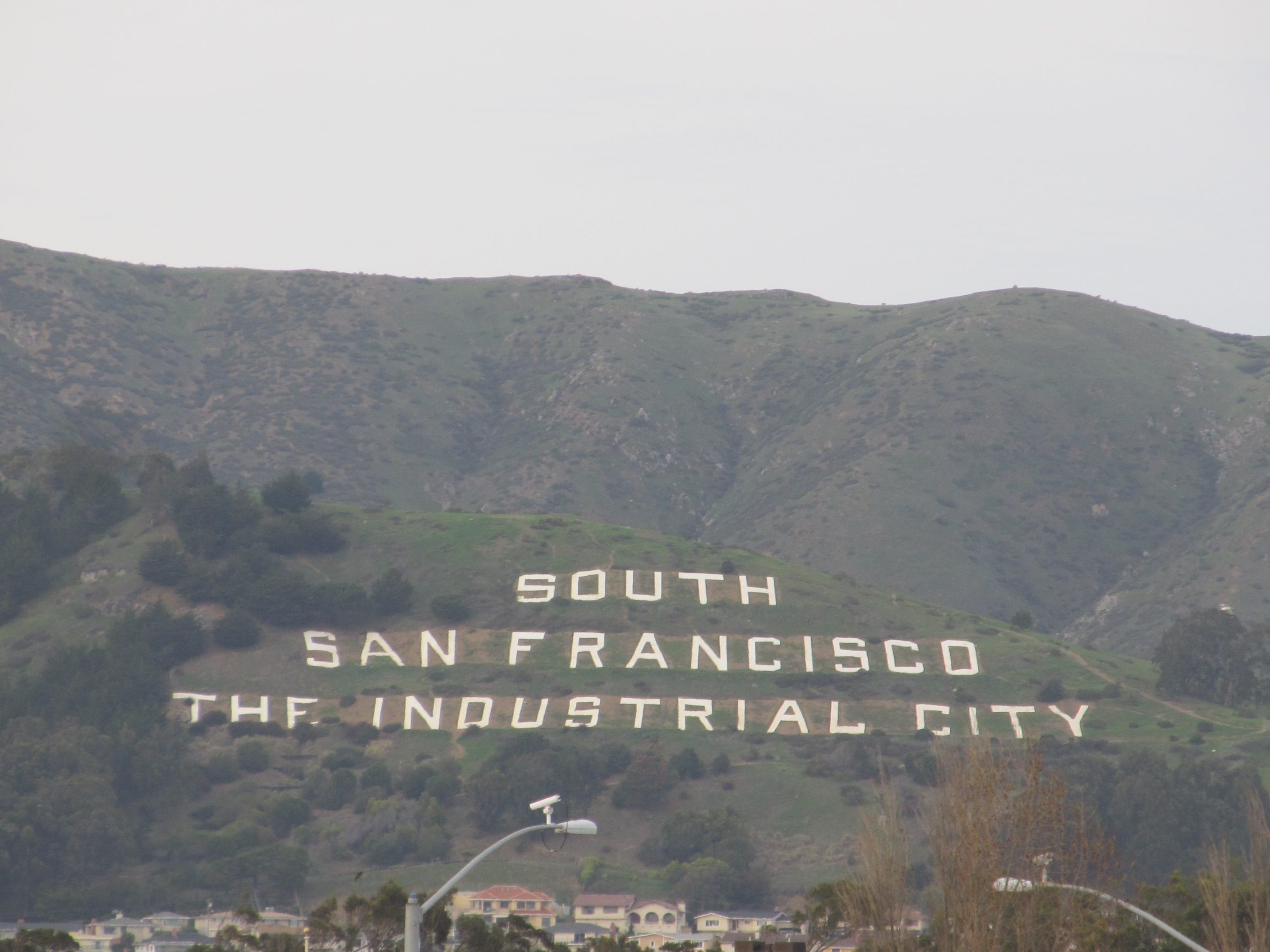
Le panneau situé au sud de San Francisco, The Industrial City.

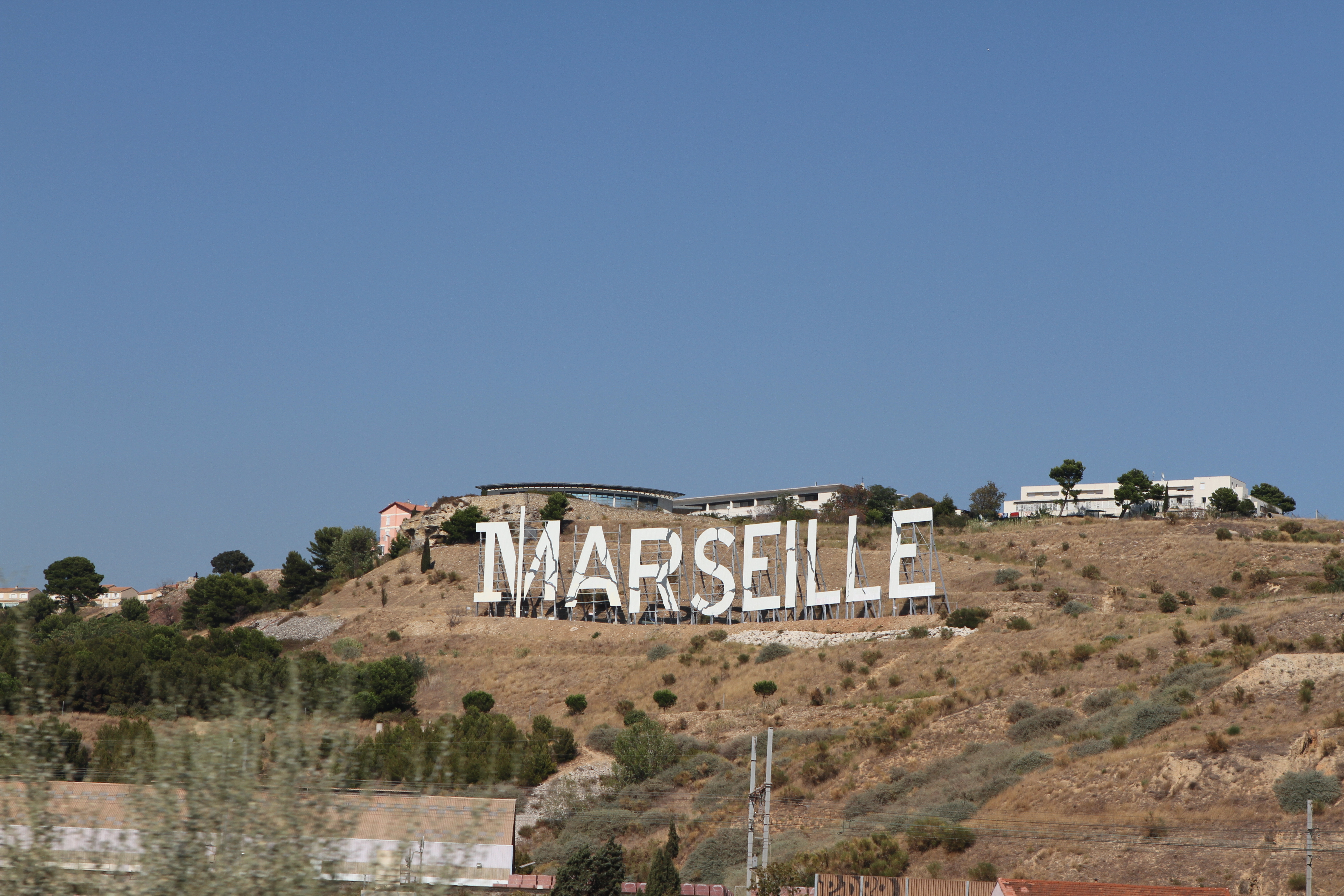
Panneau installé par Netflix lors du tournage de la série Marseille.

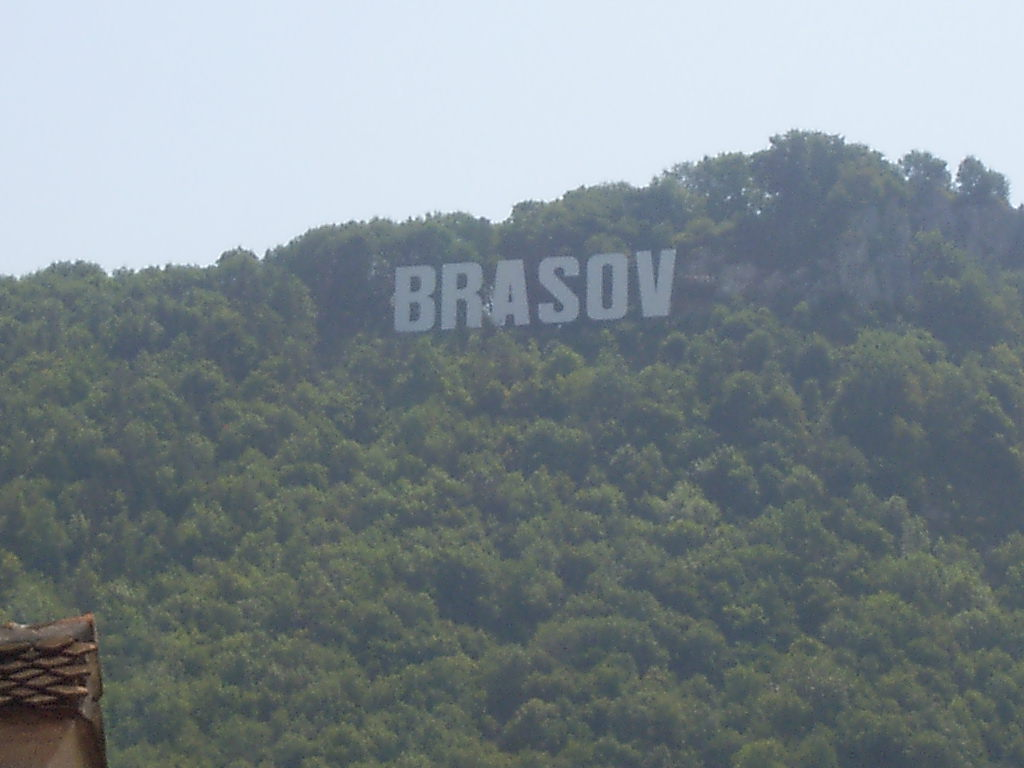
Imitation du panneau Hollywood à Brașov.

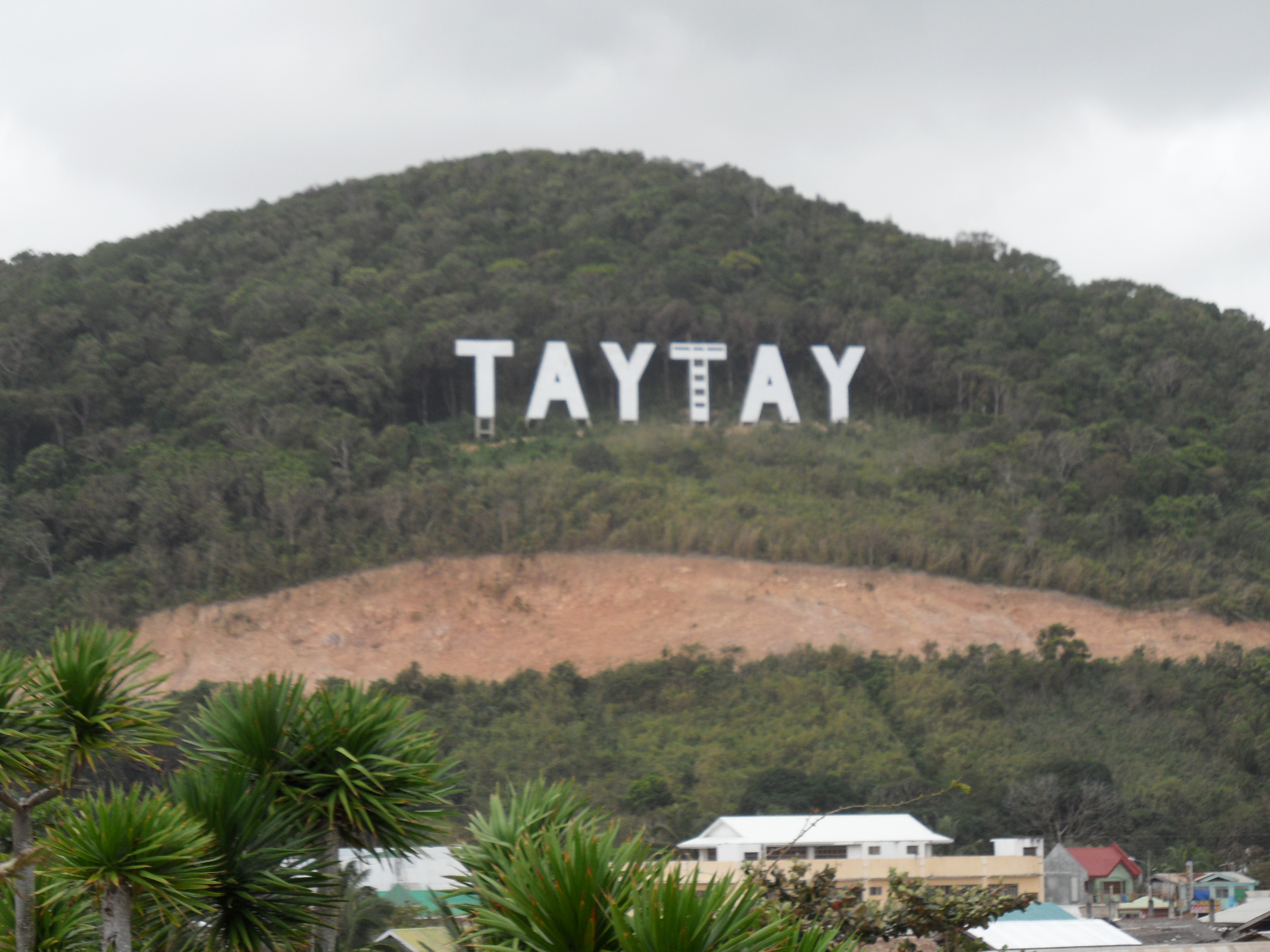
Philippines, Palawan, signe Taytay en lettres blanches imitant le panneau Hollywood.

Différentes villes à travers le monde ont imité la célèbre enseigne californienne, telles que :
- San Francisco en Californie
- Béni-Saf, en Algérie
- Keelung, à Taïwan
- Pupillin, en France[réf. nécessaire]
- Avranches, en France[11]
- Mambourg, en France[réf. nécessaire]
- Saint-Avold, en France[12]
- Ucciani, en France (Corse)[13]
- Marseille, en France[14]
- Brașov, Deva et Tulcea, en Roumanie
- Machynlleth, au Pays de Galles
- Mosgiel, en Nouvelle-Zélande
- Sierre et Dézaley  en Suisse
- Dingle, en Irlande
- Reykjanesbær, en Islande
- Cullera, en Espagne
- Antananarivo, à Madagascar
- Pattaya (commune de Chonburi), en Thaïlande
- Bangui, en République centrafricaine avec la mention Bangui la coquette. Le panneau brille la nuit et est visible au-dessus du palais présidentiel et depuis tout avion qui atterrit à l'aéroport.
- Faraya au Liban, dont le panneau s'illumine en vert durant la nuit.
- Montmagny, au Québec[réf. nécessaire].
- Matmata, en Tunisie, puisque des scènes de Star Wars, épisode IV : Un nouvel espoir y ont été tournées.
- Taytay, sur l'île de Palawan, aux Philippines.
- Kızılcahamam, dans le province de Ankara (province), en Turquie.

Les parcs Disney de Disneyland (Californie) et Tokyo Disneyland possèdent tous deux une imitation dans leurs Mickey's Toontown sous la forme d'un panneau « TOONTOWN », le Parc Walt Disney Studios de Paris possèdait un trompe-l'œil représentant la colline et son panneau au bout de Hollywood Boulevard, ainsi qu'un trompe-l'œil du panneau « TOONTOWN » à Toon Studio entre 2002 et 2019.